# Joan Farré Gassó
Joan Farré Gassó (Sidamon, el Pla d'Urgell, 1892 - ?, 1944) fou un ferroviari a la regió de Lleida i dirigent polític. Fou empresonat a Barcelona fins al final de la Guerra. S'exilià a França i ingressà a la Resistència. Després de ser detingut el 1941, un tribunal militar el condemnà a cinc anys de presó que complí fins que s'acabà ocupació nazi. Fou assassinat per una partida de militants comunistes espanyols que el reconegué com a dirigent del POUM.

## Obra
Durant la dictadura de Primo de Rivera participà en els Fets de Prats de Molló (1926), en la creació del Partit Comunista Català (1928) i en la de la Unió de Ferroviaris, posteriorment adherit a la CNT. També col·laborà en versos periòdics, entre els quals destacà La Señal. El 1931 assistí al congrés confederal extraordinari de la CNT (Madrid) i intervingué en la fundació del BOC. Fou secretari general del comitè provincial i membre del comitè central. Aquesta activitat política li comportà l'expulsió de la CNT i impulsà a formar la ULS de Lleida (1933). Va ser candidat, per les llistes lleidatanes del BOC, a les eleccions municipals de 1931, 1934 i del Parlament de Catalunya (1932).
Participà activament en els Fets d'Octubre de 1934 a la ciutat en el comitè de l'Aliança Obrera, fet pel qual fou empresonat. Membre fundador del POUM, en fou secretari general del comitè provincial. Iniciada de Guerra Civil participà en les institucions revolucionàries de Lleida, en els periòdics del partit (Combat i Adelante que dirigí) i en els enfrontaments oberts entre les forces obreres. Fou detingut en la representació dels Fets de Maig de 1937.